# 漢杜陵
杜陵位于今陝西省西安市東南，曲江公社三兆村南，有東西並排兩大冢，是漢宣帝劉詢與孝宣王皇后與許平君（恭哀皇后）的陵園。
前687年，秦武公於此地設置杜縣。漢宣帝元康元年（前65年），以杜東原上為初陵，更名杜縣爲杜陵縣。

## 參看
- 杜姓
- 京兆杜氏
- 杜陵杜氏